# Рінглінг (Оклахома)
Рінглінг (англ. Ringling) — місто (англ. town) в США, в окрузі Джефферсон штату Оклахома. Населення — 869 осіб (2020).

## Географія
Рінглінг розташований за координатами 34°10′42″ пн. ш. 97°35′31″ зх. д. / 34.17833° пн. ш. 97.59194° зх. д. (34.178412, -97.591989).  За даними Бюро перепису населення США в 2010 році місто мало площу 1,71 км², уся площа — суходіл.

## Демографія
Згідно з переписом 2010 року, у місті мешкало 1037 осіб у 447 домогосподарствах у складі 275 родин. Густота населення становила 605 осіб/км².  Було 541 помешкання (316/км²).
Расовий склад населення:
| - 82,9 % — білих - 8,0 % — корінних американців - 0,5 % — чорних або афроамериканців - 0,4 % — азіатів - 1,4 % — осіб інших рас |

До двох чи більше рас належало 6,8 %. Частка іспаномовних становила 4,1 % від усіх жителів.
За віковим діапазоном населення розподілялося таким чином: 24,1 % — особи молодші 18 років, 56,7 % — особи у віці 18—64 років, 19,2 % — особи у віці 65 років та старші. Медіана віку мешканця становила 41,8 року. На 100 осіб жіночої статі у місті припадало 88,5 чоловіків;  на 100 жінок у віці від 18 років та старших — 89,6 чоловіків також старших 18 років.
Середній дохід на одне домашнє господарство  становив 38 448 доларів США (медіана — 26 991), а середній дохід на одну сім'ю — 48 934 долари (медіана — 43 571). Медіана доходів становила 40 625 доларів для чоловіків та 20 714 долари для жінок. За межею бідності перебувало 28,1 % осіб, у тому числі 36,8 % дітей у віці до 18 років та 16,3 % осіб у віці 65 років та старших.
Цивільне працевлаштоване населення становило 385 осіб. Основні галузі зайнятості: сільське господарство, лісництво, риболовля — 24,9 %, освіта, охорона здоров'я та соціальна допомога — 17,7 %, роздрібна торгівля — 8,8 %, мистецтво, розваги та відпочинок — 7,8 %.